# رسالة القرآن
رسالة القرآن هي ترجمة وتفسير باللغة الإنجليزية لطبعة القاهرة عام 1924 من القرآن الكريم بقلم محمد أسد، وهو يهودي نمساوي اعتنق الإسلام. وتُعتبر من أكثر ترجمات القرآن الكريم تأثيراً في العصر الحديث. نُشر الكتاب لأول مرة في جبل طارق عام 1980، وتُرجم منذ ذلك الحين إلى العديد من اللغات الأخرى.
وكان أسد ينوي أن يخصص عامين لإتمام الترجمة والتعليق، لكنه انتهى به المطاف لقضاء سبعة عشر عامًا. في الافتتاحية، يوجه جهده إلى " الأشخاص الذين يفكرون". ويعود المؤلف إلى موضوع الاجتهاد - أي استخدام القدرات الذاتية لفهم النص الإلهي - مرارًا وتكرارًا؛ حيث يجادل البعض أن الإجماع أوقف الحداثة والتجديد. إن روح الترجمة حداثية تمامًا، وقد أعرب المؤلف عن امتنانه العميق للمعلق الإصلاحي محمد عبده. في مقدمة الكتاب، كتب "... مع استحالة إعادة إنتاج" القرآن الكريم في أي لغة أخرى، إلا أنه من الممكن مع ذلك جعل رسالته مفهومة للأشخاص الذين، مثل معظم الغربيين، لا يعرفون العربية جيدًا بما يكفي لقراءتها دون مساعدة." كما ذكر أن المترجم يجب أن يأخذ في الاعتبار إعجاز القرآن الكريم، وهو الحذف الذي غالبًا ما "يحذف عمدًا الجمل الفكرية الوسيطة من أجل التعبير عن المرحلة الأخيرة من الفكرة بأكبر قدر ممكن من الإيجاز والإيجاز في حدود اللغة البشرية" وأن "الروابط الفكرية المفقودة - أي المحذوفة عمدًا - في الأصل يجب أن يوفرها المترجم..."

## الاستقبال
حظي كتاب رسالة القرآن الكريم بتقييمات إيجابية من العلماء المتميزين. بعد أن لاحظ جاي إيتون، وهو مفكر مسلم بريطاني بارز، حدود النهج العقلاني لأسد، وصف ترجمة أسد بأنها "النسخة الأكثر إفادة وتعليمًا للقرآن الكريم التي لدينا باللغة الإنجليزية. لقد أنجز هذا الرجل المتميز ما شرع في القيام به، وقد يكون من المشكوك فيه ما إذا كان إنجازه سيتجاوز يومًا ما".
تعتبر هذه الترجمة من أبرز ترجمات القرآن الكريم، وقد تعرضت لانتقادات من بعض أتباع المذهب الأشعري بسبب توجهها إلى المذهب الأشعري . وعليه فحظرت المملكة العربية السعودية الكتاب في عام 1974 (قبل نشره) بسبب الاختلافات في بعض القضايا العقائدية مقارنة بالفكر الوهابي السائد هناك.

## محتويات
احتوى الكتاب على قائمة بـ 114 سورة من القرآن الكريم، وأسمائها العربية وترجماتها الإنجليزية كالآتي:
1. الفاتحة (The Opening)
2. البقرة (The Cow)
3. آل عمران (The Family of 'Imran)
4. النساء (Women)
5. المائدة (The Repast)
6. الأنعام (Cattle)
7. الأعراف (The Faculty of Discernment)
8. الأنفال (Spoils of War)
9. التوبة (Repentance)
10. يونس (Jonah)
11. هود (Hud)
12. يوسف (Joseph)
13. الرعد (Thunder)
14. إبراهيم (Abraham)
15. الحجر (Al-Hijr)
16. النحل (The Bee)
17. الإسراء (The Night Journey)
18. الكهف (The Cave)
19. مريم (Mary)
20. طه (O Man)
21. الأنبياء (The Prophets)
22. الحج (The Pilgrimage)
23. المؤمنون (The Believers)
24. النور (The Light)
25. الفرقان (The Standard of True and False)
26. الشعراء (The Poets)
27. النمل (The Ants)
28. القصص (The Story)
29. العنكبوت (The Spider)
30. الروم (The Byzantines)
31. لقمان (Luqman)
32. السجدة (Prostration)
33. الأحزاب (The Confederates)
34. سبأ (Sheba)
35. فاطر (The Originator)
36. يس (O Thou Human Being)
37. الصافات (Those Ranged in Ranks)
38. ص (Sad)
39. الزمر (The Throngs)
40. غافر (Forgiving)
41. فصلت (Clearly Spelled Out)
42. الشورى (Consultation)
43. الزخرف (Gold)
44. الدخان (Smoke)
45. الجاثية (Kneeling Down)
46. الأحقاف (The Sand-Dunes)
47. محمد (Muhammad)
48. الفتح (Victory)
49. الحجرات (The Private Apartments)
50. ق (Qaf)
51. الذاريات (The Dust-Scattering Winds)
52. الطور (Mount Sinai)
53. النجم (The Unfolding)
54. القمر (The Moon)
55. الرحمن (The Most Gracious)
56. الواقعة (That Which Must Come to Pass)
57. الحديد (Iron)
58. المجادلة (The Pleading)
59. الحشر (The Gathering)
60. الممتحنة (The Examined One)
61. الصف (The Ranks)
62. الجمعة (The Congregation)
63. المنافقون (The Hypocrites)
64. التغابن (Loss and Gain)
65. الطلاق (Divorce)
66. التحريم (Prohibition)
67. الملك (Dominion)
68. القلم (The Pen)
69. الحاقة (The Laying-Bare of the Truth)
70. المعارج (The Ways of Ascent)
71. نوح (Noah)
72. الجن (The Unseen Beings)
73. المزمل (The Enwrapped One)
74. المدثر (The Enfolded One)
75. القيامة (Resurrection)
76. الإنسان (Man)
77. المرسلات (Those Sent Forth)
78. النبأ (The Tiding)
79. النازعات (Those That Rise)
80. 'عبس (He Frowned)
81. التكوير (Shrouding in Darkness)
82. الانفطار (The Cleaving Asunder)
83. المطففين (Those Who Give Short Measure)
84. الانشقاق (The Splitting Asunder)
85. البروج (The Great Constellation)
86. الطارق (That Which Comes in the Night)
87. الأعلى (The All-Highest)
88. الغاشية (The Overshadowing Event)
89. الفجر (The Daybreak)
90. البلد (The Land)
91. الشمس (The Sun)
92. الليل (The Night)
93. الضحى (The Bright Morning Hours)
94. الشرح (The Opening-Up of the Heart)
95. التين (The Fig)
96. العلق (The Germ-Cell)
97. القدر (Destiny)
98. البينة (The Evidence of Truth)
99. الزلزلة (The Earthquake)
100. العاديات (The Chargers)
101. القارعة (The Sudden Calamity)
102. التكاثر (Greed for More and More)
103. العصر (The Flight of Time)
104. الهمزة (The Slanderer)
105. الفيل (The Elephant)
106. قريش (Quraysh)
107. الماعون (Assistance)
108. الكوثر (Good in Abundance)
109. الكافرون (Those Who Deny the Truth)
110. النصر (Succour)
111. المسد (The Twisted Strands)
112. الإخلاص (The Declaration of [God's] Perfection)
113. الفلق (The Rising Dawn)
114. الناس (Men)

- الملاحق:
  - أولا: الرمزية والاستعارة في القرآن الكريم
  - الثاني المقطعات
  - ثالثا. حول مصطلح ومفهوم الجن في الإسلام
  - الرابع رحلة الليل

## طالع أيضًا
- قائمة سور القرآن الكريم
- ترجمات القرآن الكريم
- التسلسل الزمني لحياة محمد أسد
- الطريق إلى مكة
- هذا قانوننا ومقالات أخرى
- مبادئ الدولة والحكم في الإسلام

## روابط خارجية
- رسالة القرآن (الطبعة الأولى الكاملة 1980)[وصلة مكسورة] ، دار الأندلس المحدودة، مكتبة رامب 3، جبل طارق، دبلن: مطابع كاهيل المحدودة، طريق إيست وول، 3 ، القرآن الكريم الأصلي مترجم إلى اللغة الإنجليزية.
- Translation with commentary[usurped] (مؤرشفة)
- Translation without commentary[usurped] (مؤرشفة)
- يتضمن مشروع القرآن ترجمة القرآن الكريم لمحمد أسد (النسخة الأصلية باللغة الإنجليزية والترجمة الإسبانية).
- رسالة القرآن الكريم : كاملة مع التفسير (HTML) (أرشيف موقع قديم، كامل حتى سورة 51)
- النسخة الإلكترونية للكتاب باللغة الإسبانية من Junta Islamica (HTML)